# Ернст II фон Глайхен
Ернст II фон Глайхен-Харбург (на немски: Ernst II von Gleichen und Harburg; * ок. 1152; † 1170 обезглавен) от рода на графовете на Глайхен, е граф на Глайхенщайн (1152 – 1170), бургграф) граф на Харбург при Айхсфелд (1154), фогт на манастир Героде в Айхсфелд (1157), основава манастир Райфенщайн (1162).

## Биография
Фамилията му е роднина с херцозите на Брауншвайг-Люнебург. Той е син на граф Ернст I фон Глайхен, Тона и Харбург († 1151) и внук на граф Ервин I фон Глайхен († сл. 1133). Брат е на граф Ервин II фон Глайхен († 1193) и на Хелебург († сл. 1188), омъжена за граф Фридрих I фон Байхлинген († убит 1159).
Ернст II фон Глайхен се жени за Гуда († сл. 1191). Бракът е бездетен.
От 1152 до 1170 г. Ернст II заедно с брат си Ервин II фон Глайхен е граф на Глайхенщайн. През 1162 г. граф Ернст II фон Глайхен основава цистерцианския манастир Райфенщайн в Клайнбартлоф в окръг Айхсфелд и го заселва с монаси от манастир Фолкенрода. През 1165 г. замъците Харбург и Рустеберг са разрушени при конфликтите между архиепископите на Майнц и ландграфовете на Тюрингия. През 1170 г. Ернст II фон Глайхен-Харбург попада в плен на ландграфовете от Тюрингия и е обезглавен.